# Bernadette Dupont
Bernadette Dupont, née Valentin, fille de François Valentin, député (1936-1940), sénateur (1956-1958) et député (1958-1961) de Meurthe-et-Moselle, est une personnalité politique française, née le 6 décembre 1936 à Nancy. 
Elle est sénatrice des Yvelines du 26 septembre 2004 au 30 septembre 2011 et est apparentée au groupe UMP.
Elle a aussi été adjointe au maire de Versailles (Yvelines)